# Ambloplisus primus
Ambloplisus primus är en stekelart som beskrevs av Heinrich 1930. Ambloplisus primus ingår i släktet Ambloplisus och familjen brokparasitsteklar. Inga underarter finns listade i Catalogue of Life.